# U.S. Route 27
U.S. Route 27 (också kallad U.S. Highway 27 eller med förkortningen  US 27) är en amerikansk landsväg. Den går ifrån Miami i söder till Ft. Wayne i norr och dess längd är 2 210 km.